# クルク島

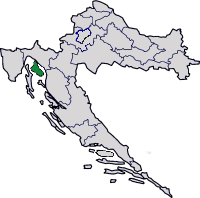
クルク島

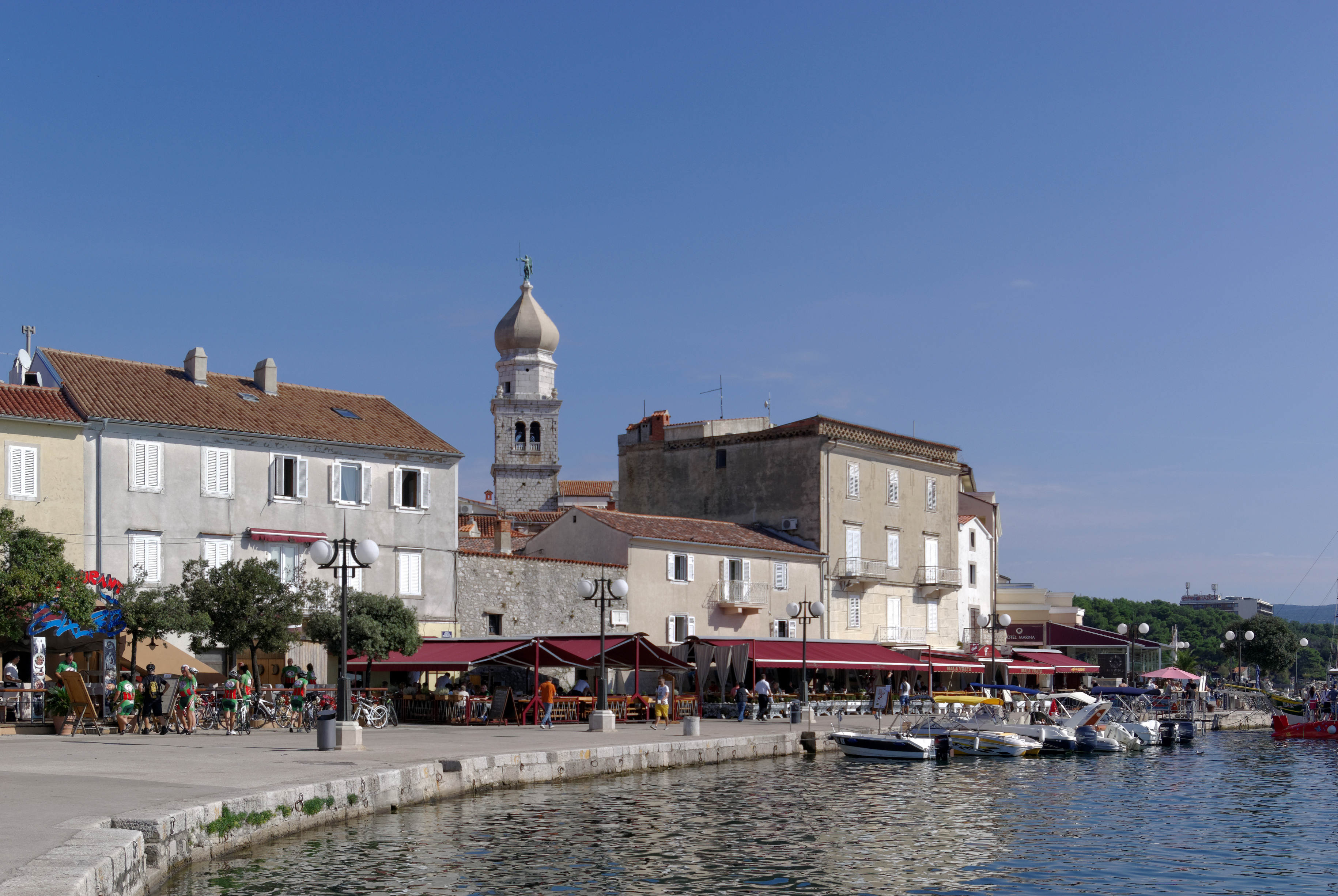
海から眺めた中心の町、クルク

クルク島（クルクとう、英語: Krk、クロアチア語: Krčki、イタリア語: Veglia、ドイツ語: Vegl、ラテン語: Curicta）は、クロアチアのアドリア海北に浮かぶ島。行政上はプリモリェ＝ゴルスキ・コタル郡に属している。

## 位置・地勢
人口19,916人（2021年）。アドリア海の島で最も人口が多い。最大の町は人口6,816人（2021年度時点）を抱えるクルクである。その他にも町村がある。
1980年に掛けられた長さ1,430メートルのクルク橋（Krčki most）を通じてクロアチア本土と結ばれており、南ドイツや東欧から観光客が訪れる。40年以上が経ち潮風による劣化が進んでいることや、観光シーズンの渋滞を解消するため、4車線道路と鉄道線路を併せ持つ新しい橋を建設中である。鉄道はオミサリのリエカ空港に接続する。2030年に開通予定である。

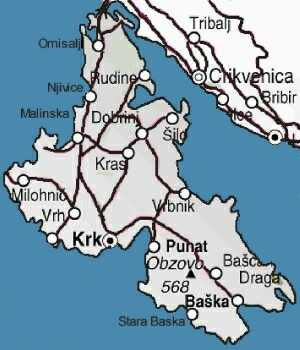

## 歴史
島には紀元前10世紀から人が定住している。古代ローマ人は島をクリクタ（Curicta）と呼んでいた。ローマ内乱時代、クリクタの湾でユリウス・カエサル対ポンペイウスの艦船が海戦を繰り広げた。1,000年以上、島はダルマチア語の方言ヴェグリオットの中心地であった。島は伝統的にクロアチア文化の中心であった。グラゴル文字で多様な文学作品が創られ、その一部は島に保存されている。クルクには中世の司教座があり、重要な貴族フランコパン家に支配された。
クルクは中世からヴェネツィア共和国の支配下にあり、1797年のカンポ・フォルミオ条約以後はイストリアとともにオーストリア帝国領となった。第一次世界大戦後、島はイタリアに併合され、第二次世界大戦後にユーゴスラビア社会主義連邦共和国の一部となった。